# Daisuke Takahashi
Daisuke Takahashi (jap. 髙橋大輔 Takahashi Daisuke; ur. 16 marca 1986 w Kurashiki) – japoński łyżwiarz figurowy startujący w konkurencji solistów, a następnie od 2020 roku w parach tanecznych z Kaną Muramoto. Brązowy medalista olimpijski z Vancouver (2010) i uczestnik igrzysk olimpijskich (2006, 2014), mistrz świata (2010), dwukrotny mistrz czterech kontynentów (2008, 2011), medalista finału Grand Prix (zwycięstwo w 2012 roku), mistrz świata juniorów (2002) oraz pięciokrotny mistrz Japonii w konkurencji solistów i mistrz Japonii w parach tanecznych (2023).
W październiku 2014 roku ogłosił zakończenie amatorskiej kariery łyżwiarskiej. 1 lipca 2018 r. po czterech sezonach przerwy Takahashi zapowiedział powrót do łyżwiarstwa amatorskiego i ponownych startów w zawodach.
Po dwóch sezonach od powrotu do amatorskiego łyżwiarstwa we wrześniu 2019 roku ogłoszono, że Takahashi został nowym partnerem sportowym Kany Muramoto i wraz z nią będzie reprezentować Japonię w rywalizacji par tanecznych. Para miała rozpocząć wspólne treningi od stycznia 2020 roku, a ich trenerką została Marina Zujewa. Muramoto i Takahashi rozpoczęli wspólne starty w sezonie 2020/2021.

## Osiągnięcia

### Pary taneczne

#### Z Kaną Muramoto
| Mistrzostwa świata               |   | 16 | 11 |
| Mistrzostwa czterech kontynentów |   | 2  | 9  |
| GP NHK Trophy                    | 3 | 6  | 6  |
| GP Skate America                 |   |    | 6  |
| CS Warsaw Cup                    |   | 2  |    |
| Krajowe                          |   |    |    |
| Mistrzostwa Japonii              | 2 | 2  | 1  |

### Soliści
| Zawody                                | 98–99          | 99–00          | 00–01          | 01–02          | 02–03          | 03–04          | 04–05          | 05–06          | 06–07          | 07–08          | 09–10          | 10–11          | 11–12          | 12–13          | 13–14          | 18–19          | 19–20          |
| Międzynarodowe                        | Międzynarodowe | Międzynarodowe | Międzynarodowe | Międzynarodowe | Międzynarodowe | Międzynarodowe | Międzynarodowe | Międzynarodowe | Międzynarodowe | Międzynarodowe | Międzynarodowe | Międzynarodowe | Międzynarodowe | Międzynarodowe | Międzynarodowe | Międzynarodowe | Międzynarodowe |
| ------------------------------------- | -------------- | -------------- | -------------- | -------------- | -------------- | -------------- | -------------- | -------------- | -------------- | -------------- | -------------- | -------------- | -------------- | -------------- | -------------- | -------------- | -------------- |
| Igrzyska olimpijskie                  |                |                |                |                |                |                |                | 8              |                |                | 3              |                |                |                | 6              |                |                |
| Mistrzostwa świata                    |                |                |                |                |                | 11             | 15             |                | 2              | 4              | 1              | 5              | 2              | 6              |                |                |                |
| Mistrzostwa czterech kontynentów      |                |                |                |                | 13             | 6              | 3              |                |                | 1              |                | 1              | 2              | 7              |                |                |                |
| GP Finał Grand Prix                   |                |                |                |                |                |                |                | 3              | 2              | 2              | 5              | 4              | 2              | 1              | WD             |                |                |
| GP Bofrost Cup on Ice                 |                |                |                |                | 11             |                |                |                |                |                |                |                |                |                |                |                |                |
| GP Cup of China                       |                |                |                |                |                |                |                |                |                |                |                |                |                |                | 2              |                |                |
| GP NHK Trophy                         |                |                |                |                | 8              |                |                | 3              | 1              | 1              | 4              | 1              | 1              | 2              | 1              |                |                |
| GP Skate America                      |                |                |                |                |                |                |                | 1              |                | 1              |                | 1              |                |                | 4              |                |                |
| GP Skate Canada International         |                |                |                |                |                | 7              |                |                | 2              |                | 2              |                | 3              |                |                |                |                |
| GP Trophée Eric Bompard               |                |                |                |                |                | 5              | 11             |                |                |                |                |                |                |                |                |                |                |
| Finlandia Trophy                      |                |                |                |                |                |                |                |                |                |                | 1              |                |                |                |                |                |                |
| Zimowa uniwersjada                    |                |                |                |                |                |                | 1              |                | 1              |                |                |                |                |                |                |                |                |
| Zimowe igrzyska azjatyckie            |                |                |                |                | 6              |                |                |                |                |                |                |                |                |                |                |                |                |
| Japan Int. Chall.                     |                |                |                |                |                |                |                | 2              |                |                |                |                |                |                |                |                |                |
| Międzynarodowe: Kategorie młodzieżowe |                |                |                |                |                |                |                |                |                |                |                |                |                |                |                |                |                |
| Mistrzostwa świata juniorów           |                |                |                | 1              |                |                |                |                |                |                |                |                |                |                |                |                |                |
| JGP Finał                             |                |                |                | 4              |                |                |                |                |                |                |                |                |                |                |                |                |                |
| JGP w Bułgarii                        |                |                |                | 2              |                |                |                |                |                |                |                |                |                |                |                |                |                |
| JGP w Chinach                         |                |                | 9              |                |                |                |                |                |                |                |                |                |                |                |                |                |                |
| JGP w Japonii                         |                |                |                | 1              |                |                |                |                |                |                |                |                |                |                |                |                |                |
| JGP na Ukrainie                       |                |                | 8              |                |                |                |                |                |                |                |                |                |                |                |                |                |                |
| Triglav Trophy                        | 1 N            |                |                |                |                |                |                |                |                |                |                |                |                |                |                |                |                |
| Krajowe                               |                |                |                |                |                |                |                |                |                |                |                |                |                |                |                |                |                |
| Mistrzostwa Japonii                   |                |                |                | 5              | 4              | 3              | 6              | 1              | 1              | 1              | 1              | 3              | 1              | 2              | 5              | 2              | 12             |
| Mistrzostwa Japonii juniorów          |                | 3 J            | 4 J            | 1 J            |                |                |                |                |                |                |                |                |                |                |                |                |                |
| Zawody drużynowe                      |                |                |                |                |                |                |                |                |                |                |                |                |                |                |                |                |                |
| World Team Trophy                     |                |                |                |                |                |                |                |                |                |                |                |                | 1 T 1 P        | 3 T 1 P        |                |                |                |
| Japan Open                            |                |                |                |                |                |                |                | 1 T 2 P        |                | 1 T 4 P        |                | 1 T 2 P        | 3 T 6 P        | 1 T 1 P        | 1 T 4 P        |                |                |